# 太上老君內觀經
太上老君內觀經，撰人不詳，約出於隋唐之際，收入《正統道藏》洞神部本文類，《雲笈七籤》亦收錄此經。其創作與北方樓觀道有關，但也受南方上清經思想的一定影響。經文托為太上老君所說，以南北朝隋唐道教的「重玄」之說，論述人之身心與道體的關係，主張「內觀澄心」為長生登仙之本，其要旨與《靈寶定觀經》、《常清靜經》等諸多隋唐道教經論相合。

## 題解
內觀，指內視或坐忘工夫。《洞玄靈寶定觀經注》：「慧心內照名曰內觀」。《道樞·傳道下篇》：「呂子曰：『內觀何謂也』？ 鍾離子曰：『是所謂坐忘者也』。《道樞·肘後三成篇》：「純陽子曰：『內外具定，澄心自觀，炎炎火裡，歌和喧天，此交換者所謂內觀者歟』」。

## 內容
經文言內觀靜心之法。人心本來清靜，因染六情而入苦海。「心若清靜，則萬禍不生」。故修道即是修心，其要在於「內觀己身，澄其心也」。
內觀之法，先思萬物之中人最尊貴，莫妄染諸塵。再滅六識六欲，虛心無心、定心安心、靜心正心，清心淨心。心靜神定，以至於「亂想不起，邪妄不侵，周身及物，閉目思尋，表裡虛寂，神道微深」。又謂修心須與煉形結合，使精炁不散，純白不分，「形神合道，飛升崑崙」。

## 注解
- 王卡，《新譯道門觀心經》，2009年，三民書局

## 相關著作
今存於道藏中的《煙蘿子內觀經》（收入修真十書）及《太上洞玄靈寶觀妙經》，為《太上老君內觀經》的不同傳本。

## 影響
丁培仁主張司馬承禎的《坐忘論》並非憑空所創，而有其傳承源流。他認為《坐忘論》直接依據的經書主要有《太上老君內觀經》、《常清靜經》和《洞玄靈寶定觀經》。
卿希泰主編的《中國道教》一書，主張道教的內觀修心，承自《太平經》內視之術，並引進了佛教義理，成為「靜神定心」的修心術，唐末以後為內丹術吸收，成為其重要成分之一而被繼續運用。